# Висока (гора)
Висо́ка (Высокая) — гора в Украинских Карпатах, в массиве Горганы. Расположена на границе Ивано-Франковского и Калушского районов Ивано-Франковской области, юго-восточнее села Осмолода.
Высота 1803,6 м. Лежит в северо-западной части хребта Игровище. Северные и восточные склоны горы очень крутые, труднопроходимые. Вершина и привершинные склоны незалесненные, с каменными осыпищами, местами — криволесье из сосны горной, ниже — лесные массивы.
Южнее вершины расположена гора Игровец (1804,3 м), на северо-восток — Середня (1639 м), на северо-запад простирается хребет Матахов.
Ближайшие населенные пункты: Старая Гута, Осмолода.